# Ріо-Гранде (притока Парани)
Ріо-Гранде (порт. Rio Grande) — річка у Південній Америці, в південно-східній частині Бразилії протікає у штатах Мінас-Жерайс та Сан-Паулу, ліва твірна річки Парани. Належить до водного басейну Ла-Плати→Атлантичного океану.

## Географія
Річка починає свій витік високо в горах Серра-да-Мантикейра (Бразильське нагір'я) в штаті Мінас-Жерайс, на висоті 1 500 м над рівнем моря, за іншими даними — на висоті 1 980 м.
Ріо-Гранде тече в західному — північно-західному напрямку, у верхній течії територією Бразильського нагір'я, а в середній та нижній течії по Лаплатській низовині. Течія переривається порогами та водоспадами. В гирлі зливається із річкою Паранаїбою і утворює Парану. Річка має довжину 1 360 км. Середньорічна витрата води у гирлі становить 2 400 м³/с. Площа водного басейну становить 143 000 км².
Живлення річки переважно дощове, повінь в січні — березні. В середній течії судноплавна на ділянці в 300 км. Діє два каскади гідроелектростанцій загальною потужністю — 1200 та 1400 МВт.

## Притоки
Основні притоки річки Ріо-Гранде (від витоку до гирла):
- Ріо-Айуруока (ліва)
- Ріо-дас-Мортес (права, 278 км)
- Ріо-Жакаре (права)
- Ріо-Сапукаї (ліва-верхня)
- Ріо-Сапукаї (ліва-нижня)
- Ріо-Убераба (права)
- Ріо-Пардо (ліва, 573 км)
- Ріо-Турво (ліва, 267 км)

## Населенні пункти
На річці розташовані такі населенні пункти (від витоку до гирла): Лібердаді, Бом-Жардім-де-Мінас, Сантана-ду-Гарамбеу, П'єдаде-ду-Ріо-Гранде, Мадре-де-Деус-де-Мінас, Іжасі, Рібейран-Вермелю, Кристайс, Гуапе, Сан-Жуан-Батиста-ду-Глорія, Мігелополіс, Коломбія, Планура, Фронтейра, Ріоландія, Санта-Клара-д'Уесті.